# کارل لئو شولتز
کارل لئو شولتز (انگلیسی: Karl L. Schultz) نظامی بازنشسته اهل ایالات متحده آمریکا است، که از ۲۰۱۸ تا ۲۰۲۲ به‌عنوان بیست و ششمین فرمانده گارد ساحلی ایالات متحده آمریکا فعالیت می‌کرد.